# Xanthia intermixta
Xanthia intermixta är en fjärilsart som beskrevs av Turner 1941. Xanthia intermixta ingår i släktet Xanthia och familjen nattflyn. Inga underarter finns listade i Catalogue of Life.